# Aegopogon
Aegopogon – rodzaj roślin z rodziny wiechlinowatych (Poaceae) wyodrębniany w niektórych ujęciach. Obejmował 4 gatunki występujące od południowej części USA po Argentynę i Peru na południu. Współcześnie gatunki te włączane są do rodzaju Muhlenbergia.

## Systematyka
Rodzaj z podplemienia Muhlenbergiinae z plemienia Cynodonteae i podrodziny Chloridoideae z rodziny wiechlinowatych (Poaceae) w obrębie jednoliściennych.
Wykaz gatunków
- Aegopogon bryophilus Döll
- Aegopogon cenchroides Humb. & Bonpl. ex Willd.
- Aegopogon solisii G.A.Levin
- Aegopogon tenellus (DC.) Trin.